# بيل ميرفي (لاعب كرة قاعدة)
بيل ميرفي (بالإنجليزية: Bill Murphy)‏ هو لاعب كرة قاعدة أمريكي، ولد في 9 مايو 1981 في آناهايم في الولايات المتحدة.

## وصلات خارجية
- بيل ميرفي على موقع دوري كرة القاعدة الرئيسي (الإنجليزية)
- بيل ميرفي على موقع الدوري الياباني لكرة القاعدة (الإنجليزية)
- بيل ميرفي على موقعبيزبول رفرنس.كوم (الدوري الرئيسي) (الإنجليزية)
- بيل ميرفي على موقعبيزبول رفرنس.كوم (الدوري الثانوي) (الإنجليزية)
- بيل ميرفي على موقع إي إس بي إن.كوم (أم.أل.بي) (الإنجليزية)
- بيل ميرفي على موقع مشجعي الرسوم البيانية (الإنجليزية)